# Duke Shelley
YaQuis Bertron y Shelle, detto Duke (Contea di DeKalb, 8 ottobre 1996), è un giocatore di football americano statunitense che milita nel ruolo di cornerback per i New York Giants della National Football League (NFL).

## Carriera

### Chicago Bears
Shelley fu scelto nel corso del sesto giro (205º assoluto) del Draft NFL 2019 dai Chicago Bears. Debuttò come professionista subentrando nella gara del primo turno contro i Green Bay Packers senza fare registrare alcuna statistica. La sua stagione da rookie si concluse con 9 presenze, nessuna delle quali come titolare.
Nella stagione 2021 giocò come riserva dietro Jaylon Johnson e Kindle Vildor. Giocò in 9 gare, di cui 3 da titolare, prima di infortunarsi al tendine del ginocchio nella partita della settimana 11 e venire quindi spostato il 23 novembre 2021 nella lista riserve/infortunati. Torno nel roster attivo il 21 dicembre 2021.
Il 31 agosto 2022 Shelley fu svincolato dai Bears.

### Minnesota Vikings
Il 6 settembre 2022 Shelley firmò con la squadra di allenamento dei Minnesota Vikings. Fu promosso nel roster attivo il 12 novembre 2022. 
Terminò la stagione giocando in 11 partite, di cui 5 da titolare, e fissando il record personale di tackle (30), più un intercetto e otto passaggi deviati.

### Las Vegas Raiders
Il 23 marzo 2023 Shelley firmò con i Las Vegas Raiders. Al termine della fase di preparazione alla nuova stagione, Shelley non rientrò nel roster attivo dei Raiders e il 29 agosto 2023 fu svincolato.

### Los Angeles Rams
Il 1º settembre 2023 Shelley firmó un contratto annuale con i Los Angeles Rams. In stagione Shelley collezionò 11 presenze, nessuna da titolare, con 8 tackle e 2 passaggi deviati.

### Minnesota Vikings (2° periodo)
Il 23 luglio 2024 Shelley firmò per i Minnesota Vikings.